# ヴァラッツェ
ヴァラッツェ(伊: Varazze)は、イタリア共和国リグーリア州サヴォーナ県にある、人口約13,000人の基礎自治体（コムーネ）。

## 地理

### 位置・広がり

#### 隣接コムーネ
隣接するコムーネは以下の通り。括弧内のGEはジェノヴァ県所属を示す。
- チェッレ・リーグレ
- コゴレート (GE)
- サッセッロ
- ステッラ

### 地震分類
イタリアの地震リスク階級 (it) では、4 に分類される
。

## 行政

### 分離集落
ヴァラッツェには、以下の分離集落（フラツィオーネ）がある。
- Alpicella, Cantalupo, Casanova, Castagnabuona, Faje, Invrea, Pero

## 姉妹都市
- パルミ、イタリア